# کارن ملکونیان
کارن ملکونیان (ارمنی: Կարեն Մելքոնյան؛ زادهٔ ۲۵ مارس ۱۹۹۹ در ایروان) بازیکن فوتبال در پست هافبک اهل ارمنستان است.

## باشگاهی
از باشگاه‌هایی که در آن بازی کرده‌است می‌توان به باشگاه فوتبال اورارتو اشاره کرد.

## تیم ملی
وی همچنین در تیم‌های ملی فوتبال زیر ۱۷ سال ارمنستان، زیر ۱۹ سال ارمنستان، زیر ۲۱ سال ارمنستان، و ارمنستان بازی کرده‌است.